# Bethlehem (Trinidad y Tobago)
Bethlehem es una localidad de Trinidad y Tobago, que forma parte de la parroquia de St. Patrick.

## Geografía
La localidad abarca parte de la isla de Tobago y limita al norte con Orange Hill, al sur y este con Bethel-Mt. Gomery (localidad perteneciente a la parroquia de St. Andrew)  y al oeste con Bethel.

## Demografía
Datos demográficos de la localidad de Bethlehem:
| Gráfica de evolución demográfica de Bethlehem entre 2000 y 2011 |
|                                                                 |